# Фердинанд Йоганн Відеман
Відеман Фердинанд Йоганн (30.03.1805, м. Хаапсалу, Естонія — 29.12.1887, м. Санкт-Петербург) — естонський мовознавець, фіно-угорист. 
Мав німецько-шведське походження. Член-кореспондент, академік Петербурзької академії наук (1857). По закінченню Тартуського університету (1826) викладав у гімназії м. Єлгава і м. Таллінн, де викладав грецьку мову. Автор "Грамматики эрзя-мордовского языка" (Спб., 1884), де всі ерзянські слова поділив на 6 частин мови, при класифікації яких враховував не лише лексичне значення слова, але й морфологічні ознаки. Дав детальну характеристику підмета, числівника та дієслова.
У 1869 р. видав естонсько-німецький словник (Ehstnisch-deutsches Wörterbuch), який був найбагатшим словником естонських слів протягом тривалого часу.
Відеман був директором Азійського музею в Санкт-Петербурзі — найбільшого сходознавчого центру. Азійський музей розміщувався в лівому крилі головної будівлі Академії наук на Університетській набережній, будинок № 5.
Добре володів естонською, німецькою, російською, латиною, грецькою, ерзянською, комі та марійською мовами.

## Наукові праці
- «Опыт грамматики черемисского языка», 1847
- «Грамматика эрзя-мордовского языка», 1865
- «Эстонско-немецкий словарь» (Ehstnisch-deutsches Wörterbuch), 1869
- «О происхождении и языке вымерших ныне курляндских кревинов» [Архівовано 23 серпня 2017 у Wayback Machine.], 1872
- «Грамматика эстонского языка» (Grammatik der Ehstnischen Sprache), 1875
- Aus Dem Inneren und Äusseren Leben der Ehsten, 1876
- «Грамматика зырянского языка», 1884
- Обзор прежней судьбы и нынешнего состояния ливов, 1870